# Dub, Reggae & Roots from the Melodica King
A Dub, Reggae & Roots from the Melodica King egy 2004-es dub válogatáslemez Augustus Pablo-tól.

## Számok
1. Augustus Pablo – Cassava Piece
2. Jacob Miller – Baby I Love You So
3. Augustus Pablo – 555 Crown Street
4. Augustus Pablo – 555 Dub Street
5. Augustus Pablo – Rockers Rock
6. Norris Reid – Young Generation
7. Augustus Pablo – New Style
8. Augustus Pablo – Meditation Dub
9. Norris Reid – Give Praise
10. Augustus Pablo – Silent Satta
11. Augustus Pablo – Dub Ethiopia
12. Augustus Pablo – East Of The River Nile
13. Tetrack – Let's Get Together
14. Augustus Pablo – Black Ants Lane
15. Augustus Pablo – Memories Of The Ghetto
16. Augustus Pablo – Skanking Easy
17. Augustus Pablo – Black Gunn
18. Augustus Pablo – Tippa Tone Blues
19. Augustus Pablo – Up Warricka Hill
20. Augustus Pablo – Thunder Clapp
21. Augustus Pablo – Braces Tower Dub